# 의학의 원리와 실천

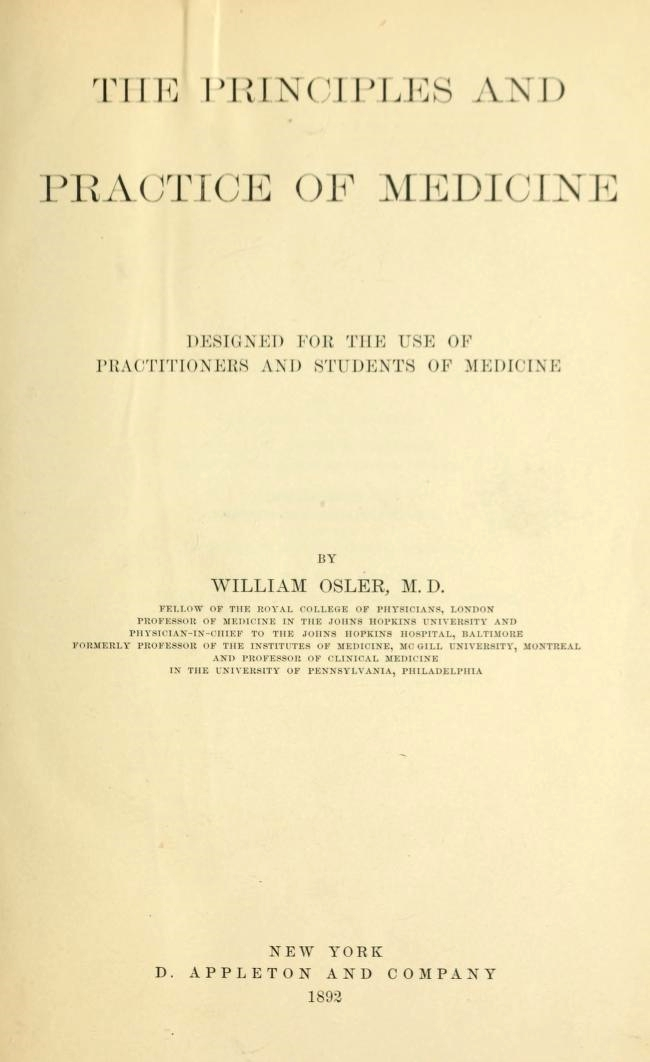

의학의 원리와 실천(The Principles and Practice of Medicine: Designed for the Use of Practitioners and Students of Medicine, 의사와 의과대학생을 위해 고안된 책)은 윌리엄 오슬러 경(Sir William Osler)이 쓴 의학 교과서이다. 이 책은 1892년 D. 애플턴 & 컴퍼니(D. Appleton & Company)에서 처음 출판되었으며, 오슬러는 존스 홉킨스 대학교의 의학 교수였다. 이 책은 오슬러를 현대 의학 교육 분야의 세계 최고의 권위자로 자리매김했다.
이 책은 프랑스어, 독일어, 러시아어, 포르투갈어, 스페인어, 중국어로 번역되었으며, 40년 넘게 세계에서 가장 중요한 의학 교과서였다.

## 초판
오슬러는 이 책을 윌리엄 아서 존슨, 제임스 보벨, 로버트 팔머 하워드 등의 선생들에게 헌정했다. 차트와 그림 목록이 앞에 나오는 11개 섹션으로 구성되어 있다.

## 후기
1927년 이후에는 시실 텍스트북 오브 메디슨(Cecil Textbook of Medicine)이 그 인기를 이어받았다.
1932년에 개정판 11판이 나왔다.